# Afro-Asiatisches Institut

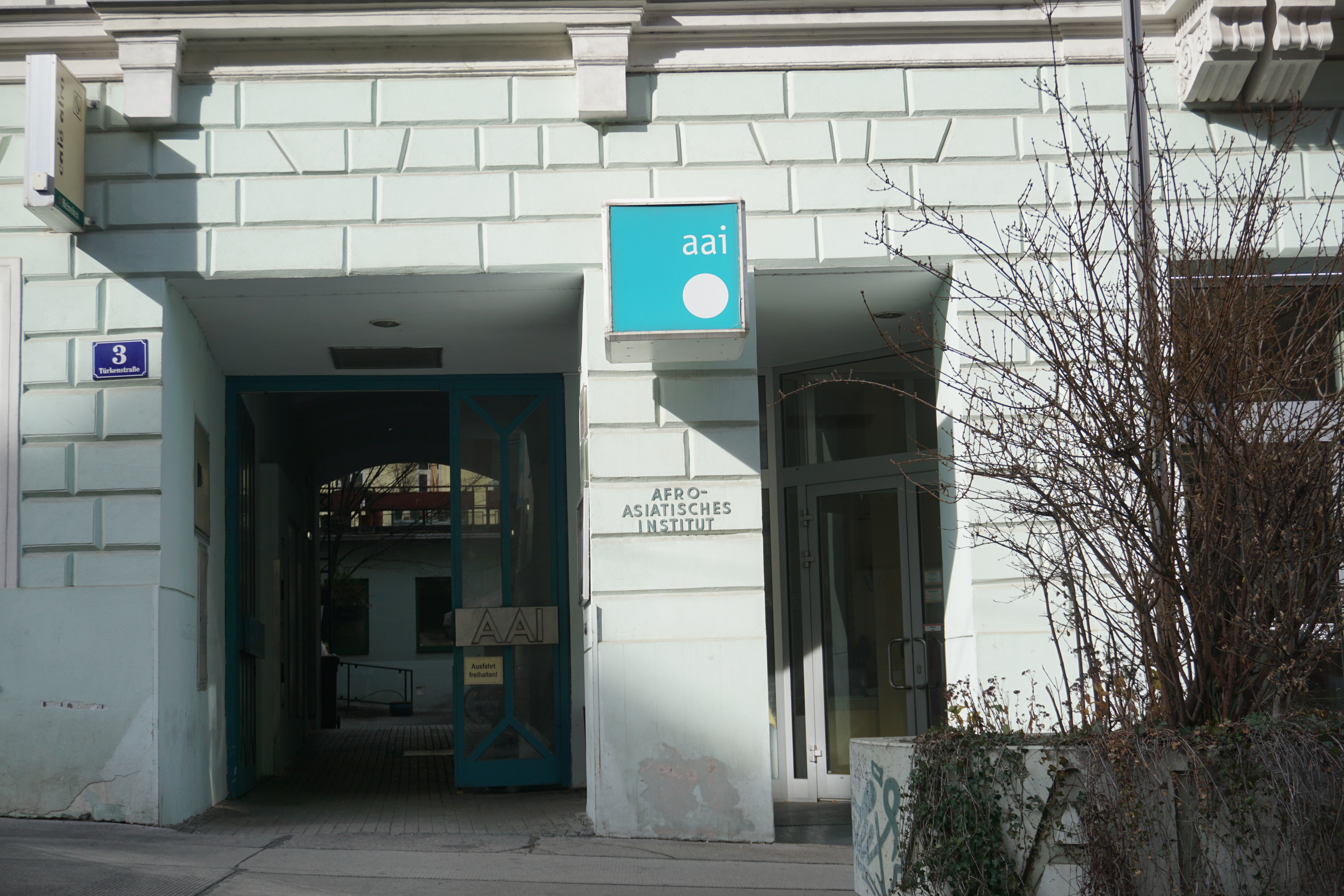
Eingang des Afro-Asiatischen Instituts in der Türkenstraße in Wien

Das Afro-Asiatische Institut (AAI) wurde  1959 von Kardinal Franz König in Wien gegründet. Seine ursprüngliche Organisationsform war die einer kirchlichen Stiftung mit Öffentlichkeitsrecht. Bis zu deren Schließung 2016 war es sowohl ein entwicklungspolitisches Bildungshaus als auch ein Ort der Begegnung der Kulturen und Religionen. Ende 2016 wurde das Bildungsprogramm eingestellt, die mit dem Institut verbundenen Einrichtungen Studentenheim, Mensa, Café und Veranstaltungszentrum blieben bestehen.
Ziel der inhaltlichen Arbeit des Hauses war es, Menschen aus „Ländern des Südens“ die Möglichkeit zu geben, sich, ihre Kultur, ihr Land und ihre Lebensweise zu präsentieren und dann in einen „Dialog in Augenhöhe“ zu treten. 
Im Institut in Wien-Alsergrund gab  es bis 2016 einen hinduistischen Gebetsraum, 1980 der erste seiner Art in Österreich, sowie eine Moschee und eine christliche Kapelle. Ein Studentenwohnheim mit Mensa, Café, Studiersaal und Veranstaltungsräume bietet „Heimat auf Zeit“ für junge Menschen aus aller Welt. Der hauseigene Verlag aa-infohaus bietet Menschen mit Migrationshintergrund die Möglichkeit, zu ihren Themen zu publizieren.
Afro-Asiatische Institute gibt es mittlerweile neben Wien auch in Salzburg und Graz. 
Das Afro-Asiatische Institut Graz wurde nach dem Vorbild in Wien 1962 gegründet, das Afro-Asiatische Institut Salzburg folgte 1988.
Das Grazer Institut veranstaltet seit 1997 in Räumen der Karl-Franzens-Universität Graz den Multikultiball, der zu einem Höhepunkt der Grazer Ballsaison geworden ist. 2024 wurde dem Grazer Institut der Menschenrechtspreis des Landes Steiermark zuerkannt.